# Haßfurt
Haßfurt is een plaats in de Duitse deelstaat Beieren. Het is de Kreisstadt van het Landkreis Haßberge. De stad telt 13.593 inwoners.

## Geografie
Haßfurt heeft een oppervlakte van 52,77 km² en ligt in het zuiden van Duitsland.

## Geboren
- Fritz Sauckel (1894-1946), nationaalsocialistisch politicus
- Klara Bühl (2000), voetbalster

## Fotogalerij

Haßfurt
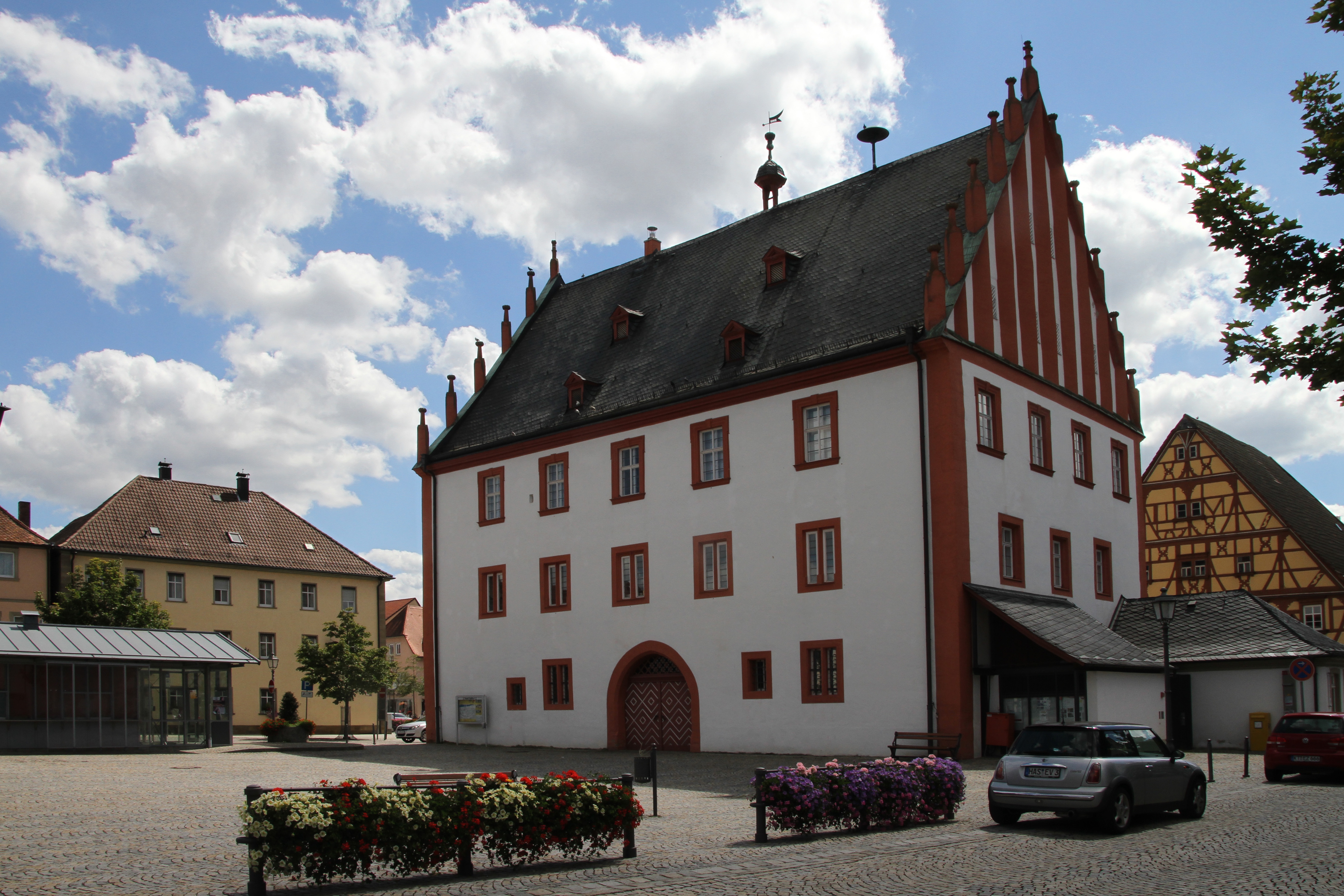
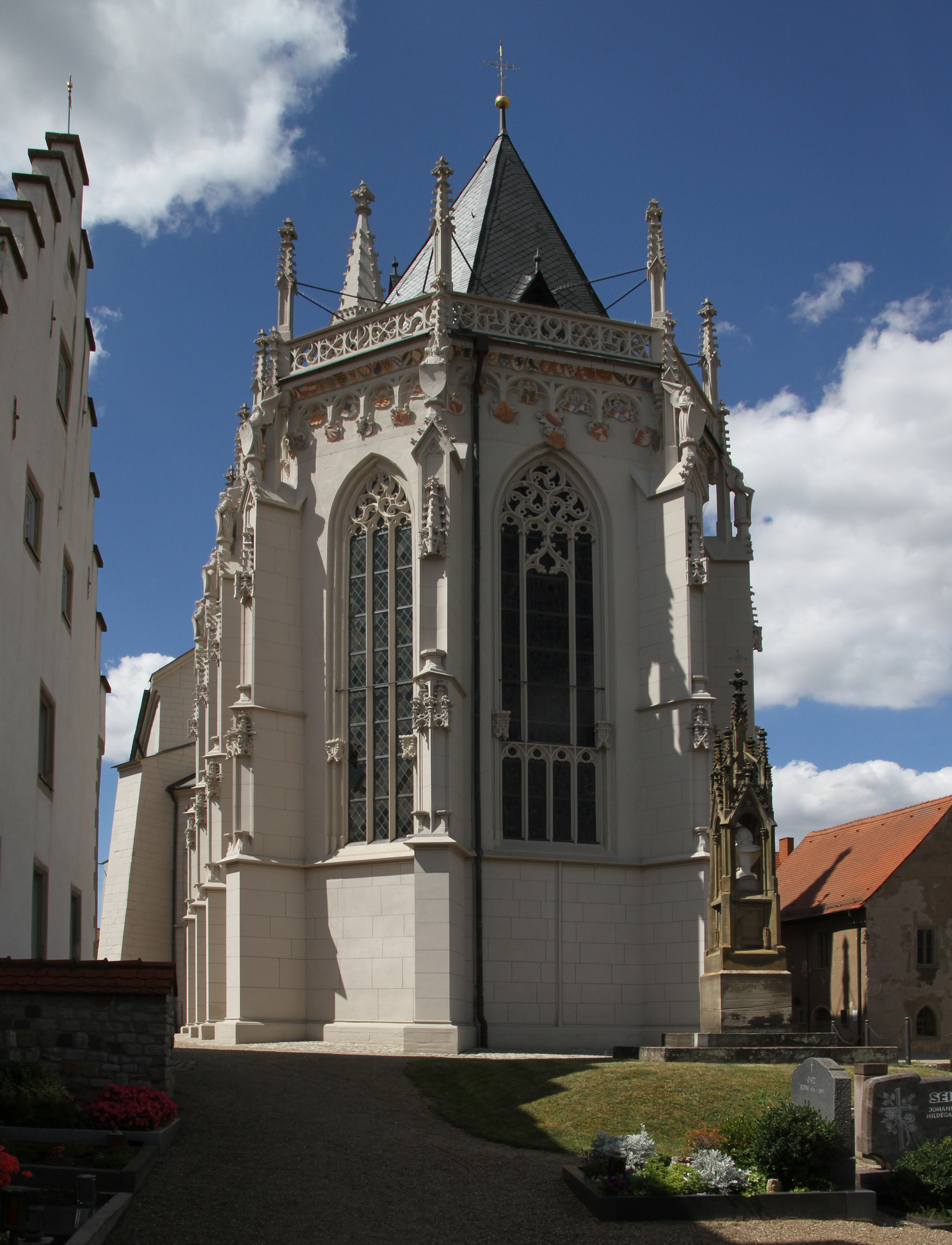
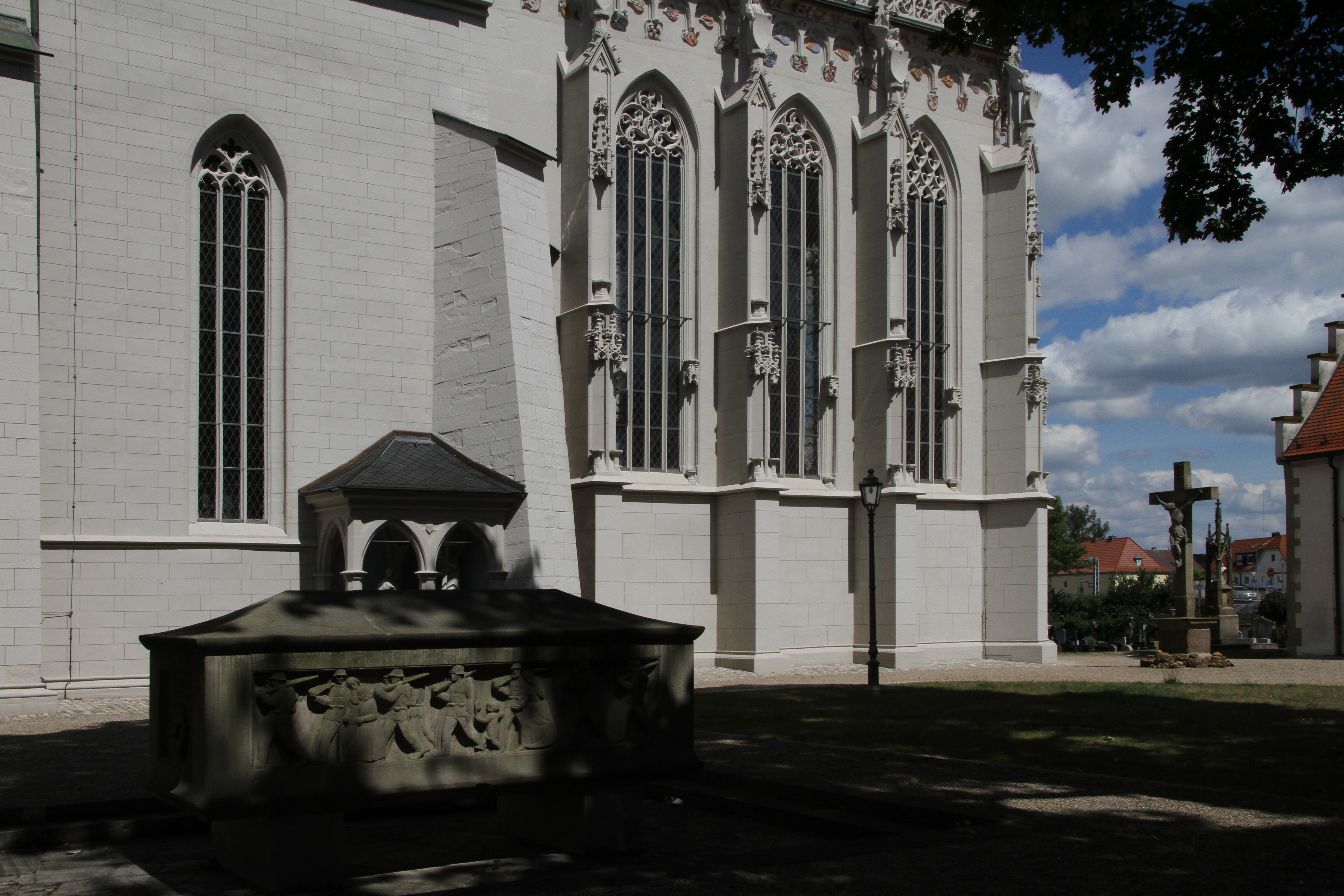
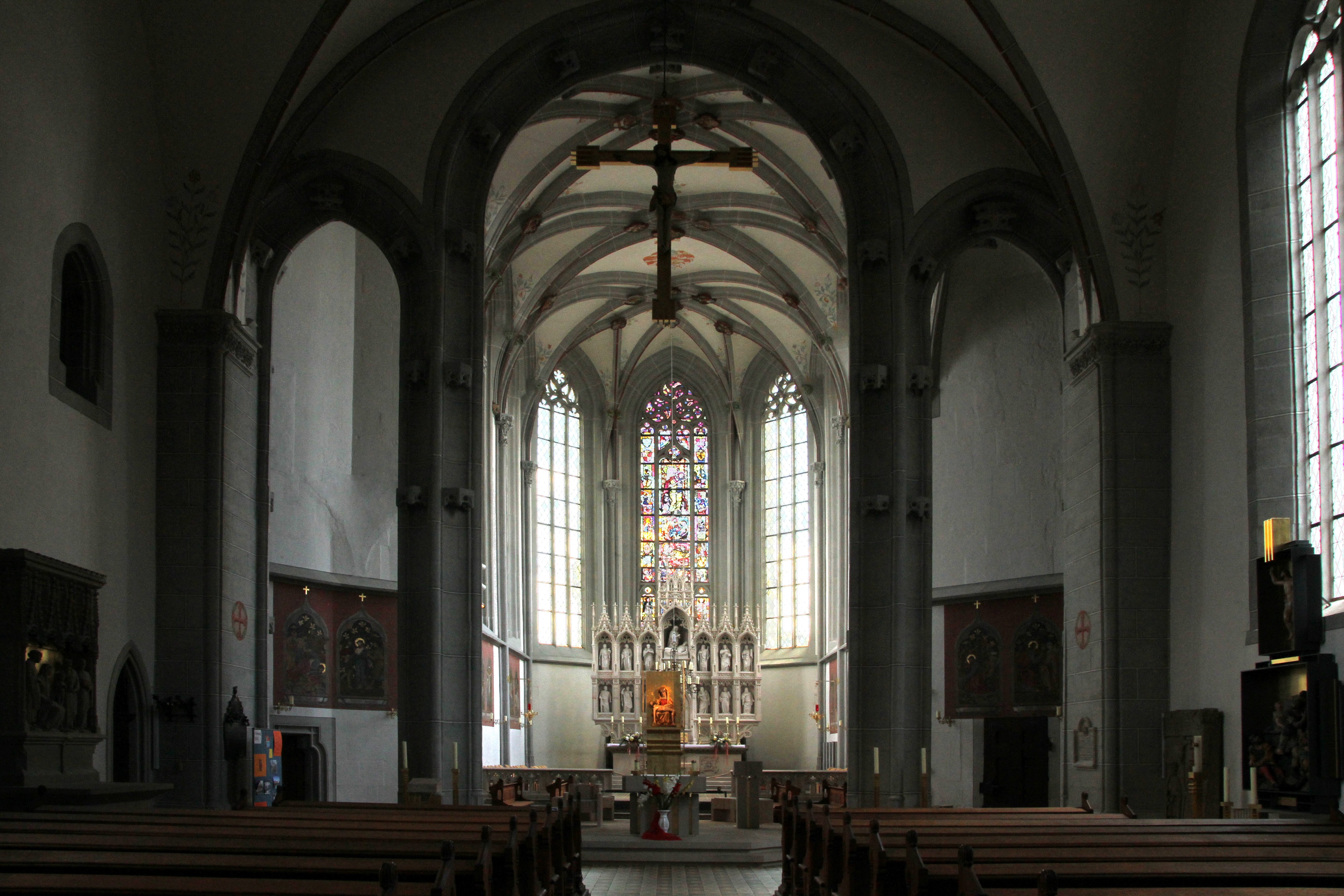
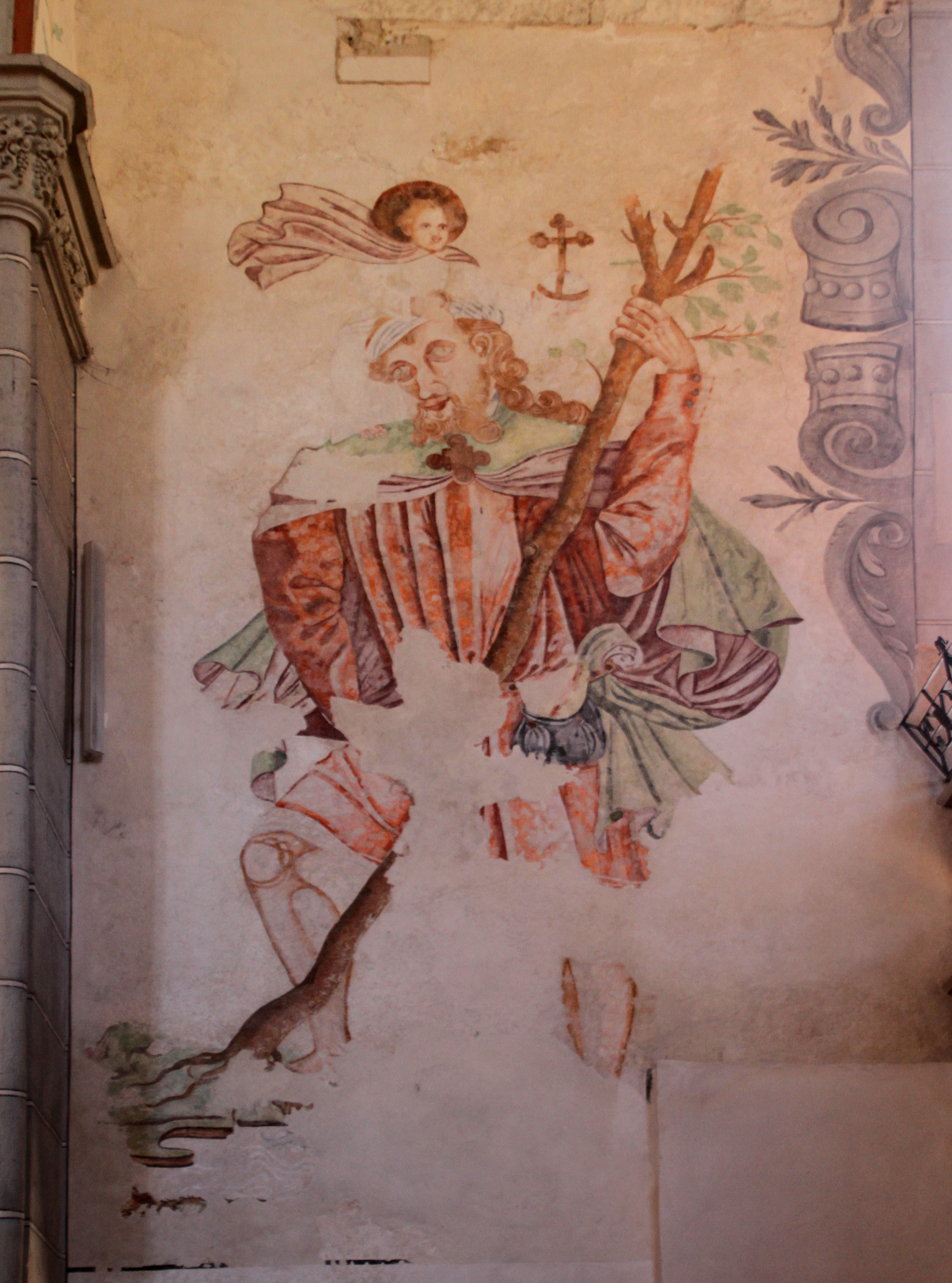
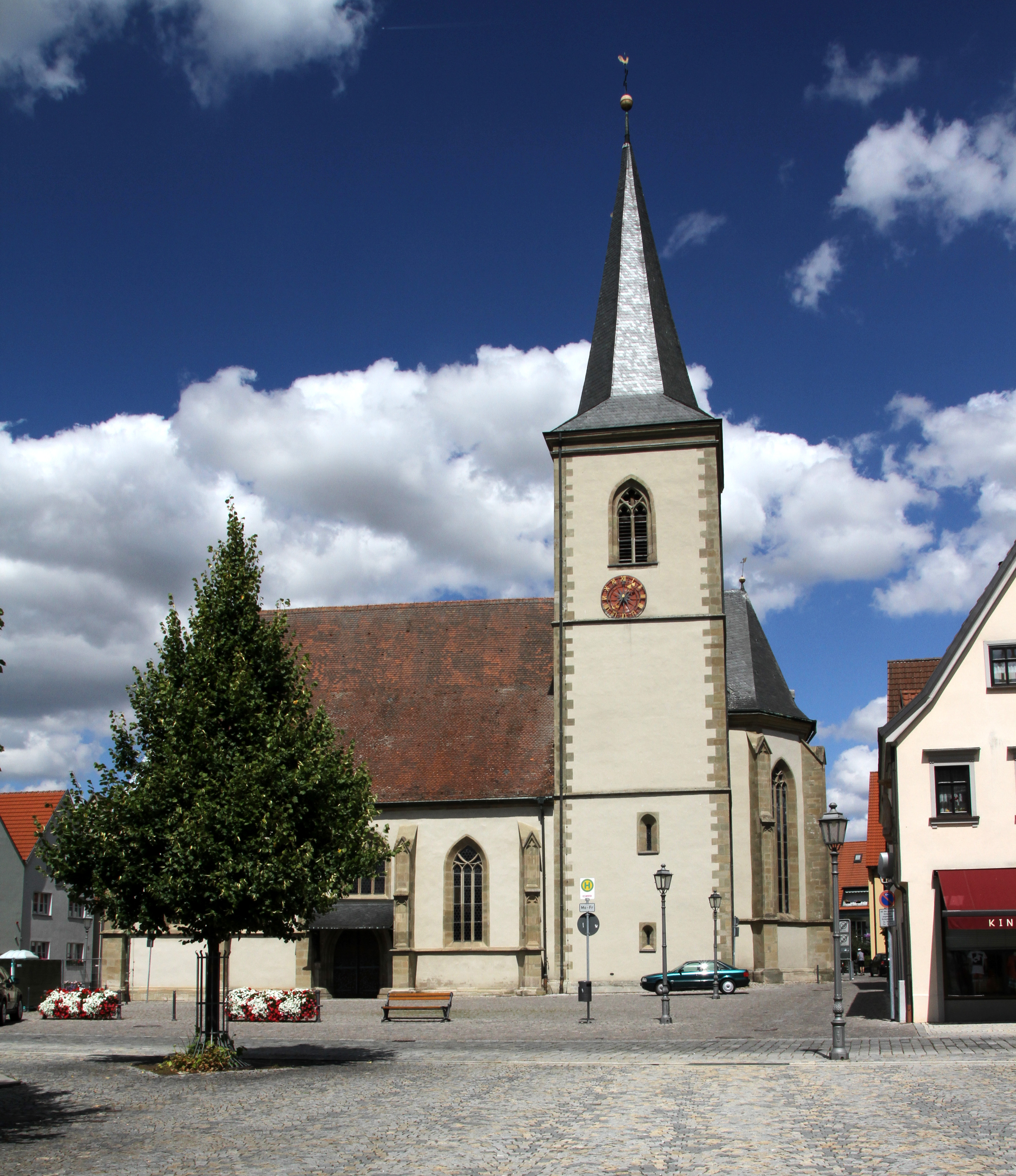

Aidhausen ·
Breitbrunn ·
Bundorf ·
Burgpreppach ·
Ebelsbach ·
Ebern ·
Eltmann ·
Ermershausen ·
Gädheim ·
Haßfurt ·
Hofheim i. UFr. ·
Kirchlauter ·
Knetzgau ·
Königsberg i. Bay. ·
Maroldsweisach ·
Oberaurach ·
Pfarrweisach ·
Rauhenebrach ·
Rentweinsdorf ·
Riedbach ·
Sand a. Main ·
Stettfeld ·
Theres ·
Untermerzbach ·
Wonfurt ·
Zeil a. Main